# Hamburg-Wilhelmsburg
Hamburg-Wilhelmsburg  (in het plaatselijk dialect: Willemsborg) is een stadsdeel van Hamburg-Mitte, een district van de Duitse stad Hamburg met 50.250 inwoners. Tot 1925 was Wilhelmsburg een zelfstandige gemeente. Het is het grootste stadsdeel van Hamburg en heeft het op zes na grootste bevolkingsaantal. Wilhelmsburg ligt op verschillende eilanden geklemd tussen twee armen van de rivier Elbe. Enkele deelgebieden van Wilhelmsburg zijn o.a. de woonwijk Reiherstiegviertel en het industriegebied Hohe Schaar.

## Geschiedenis

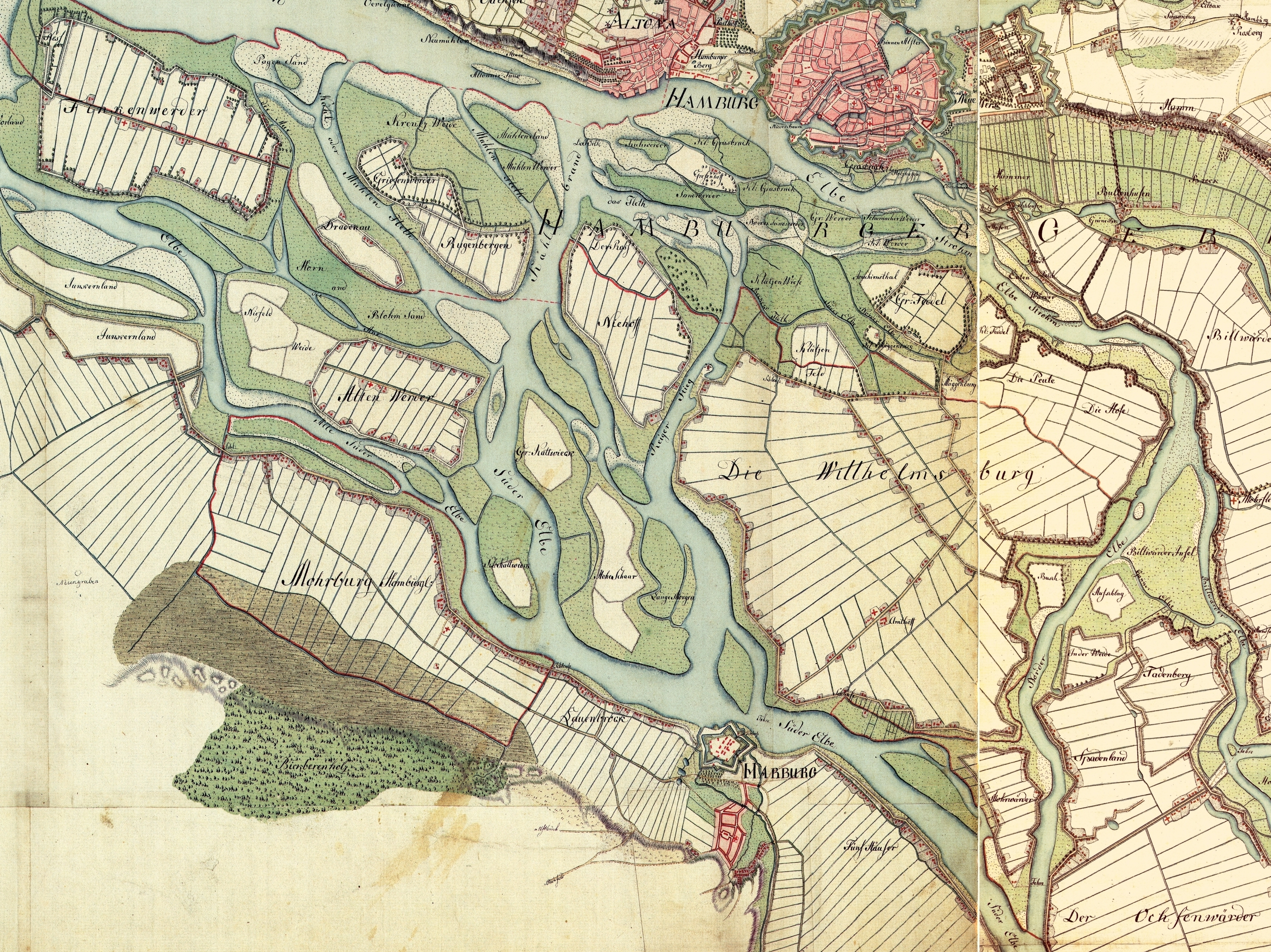
Situatie omstreeks 1790
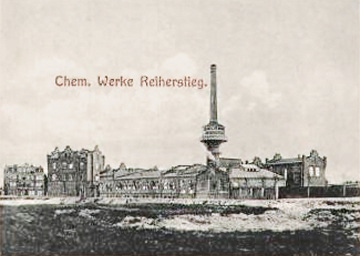
Chemische fabriek aan de Elbe-arm Reiherstieg, 1907
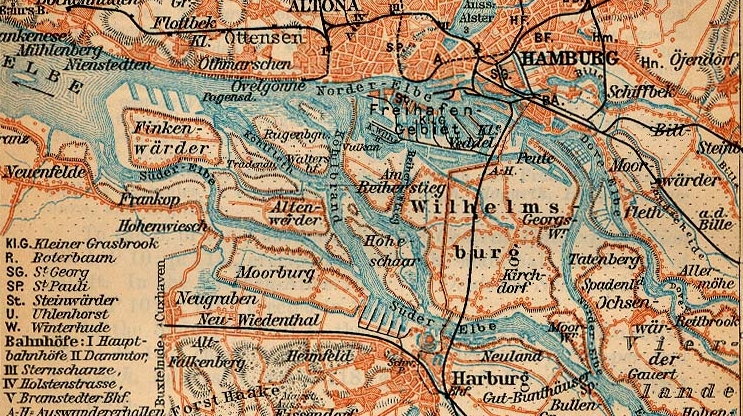
Kaart van het gebied uit 1915
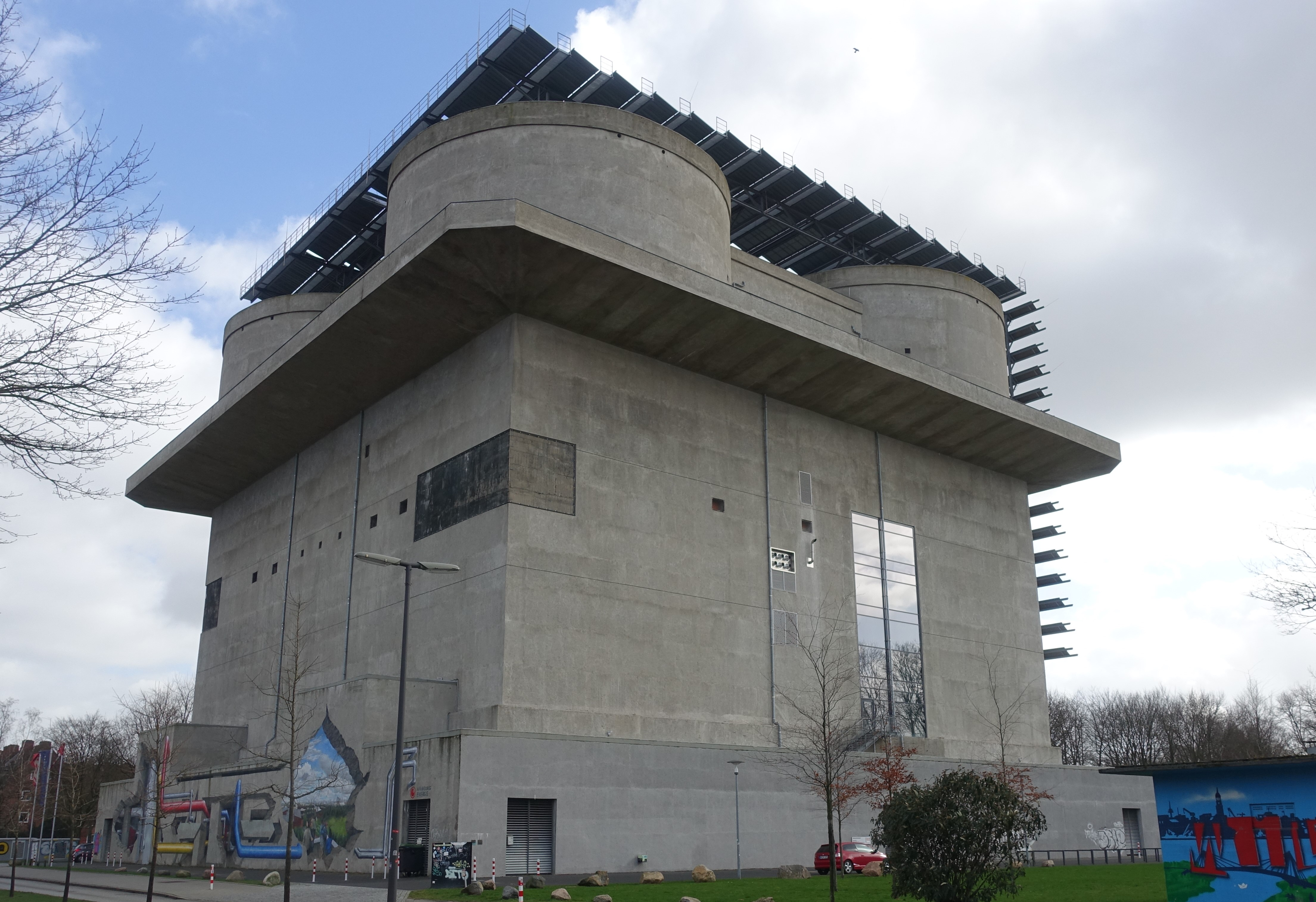
Voormalige FLAK-bunker, 1942, thans Energiebunker
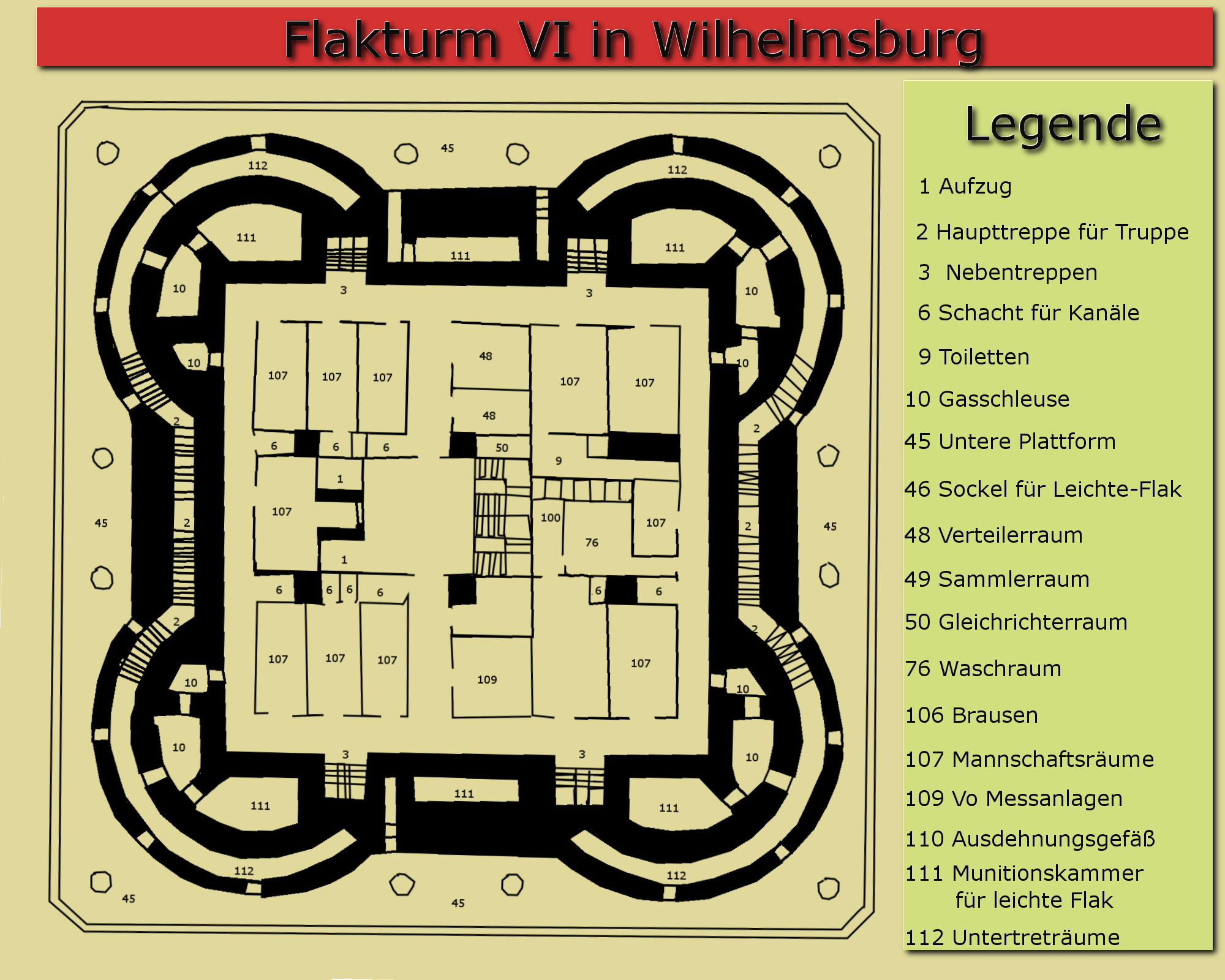
Plattegrond van deze bunker
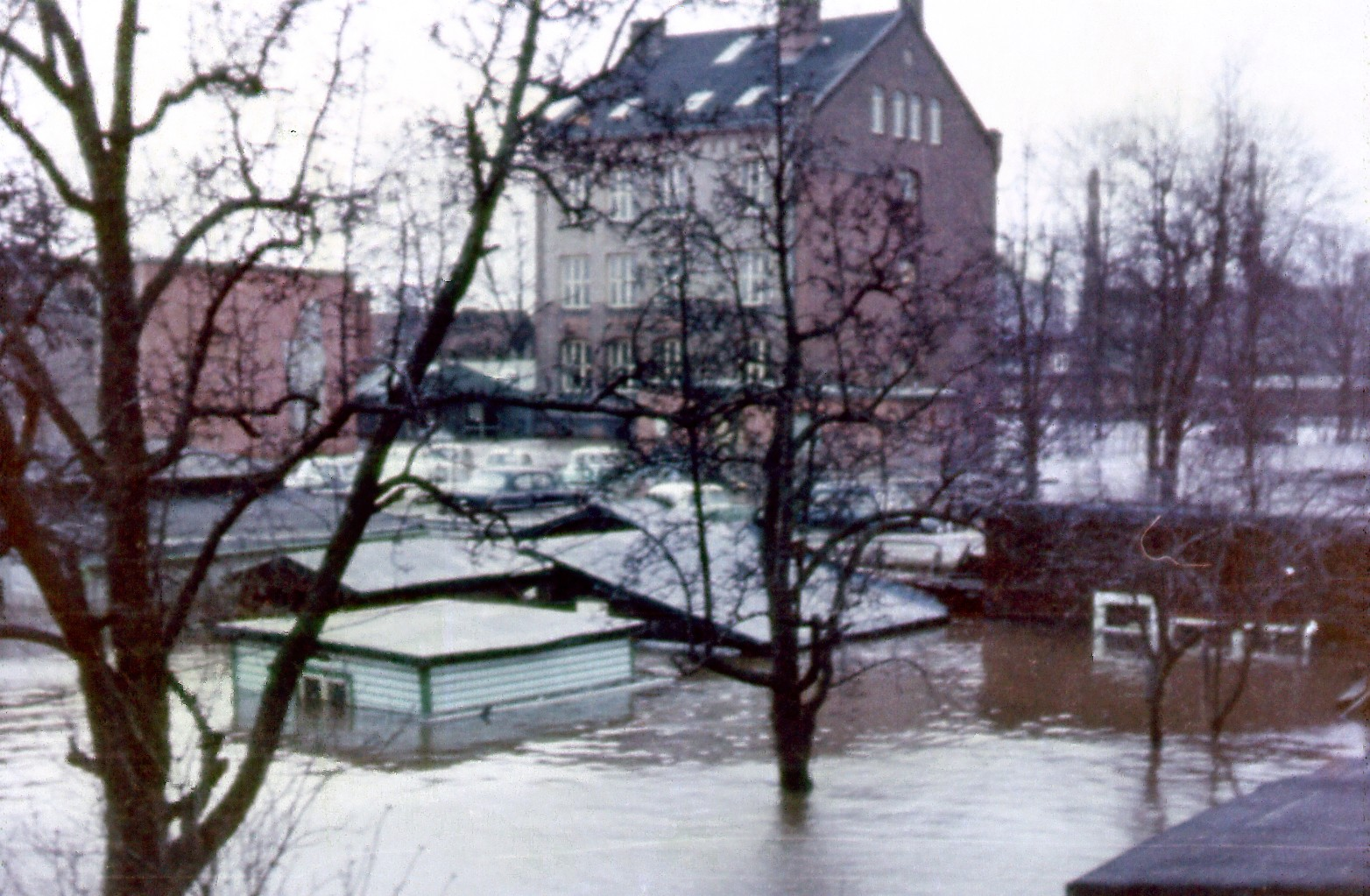
Wilhelmsburg tijdens de overstromingsramp van 1962

Op 4 september 1672 verwierf George Willem van Brunswijk-Lüneburg drie eilanden in de Elbe die hij liet versterken met dijken. Er werd een stad opgericht die de naam Wilhelmsburg kreeg. Een van de langste en belangrijkste straten van de stad, Georg-Wilhelm-Straße, herinnert nog aan de oprichter. De stad behoorde eerst toe aan Brunswijk-Lüneburg en later aan het Keurvorstendom Hannover. In 1811 werd de stad deel van het Franse departement Bouches-de-l'Elbe, maar na de val van het keizerrijk werd het een deel van het Koninkrijk Hannover en nadat Hannover in 1866 een provincie werd van Pruisen viel de stad daaronder.
In 1925 besloten de Pruisische autoriteiten om Wilhelmsburg te verenigen met Harburg en zo ontstond de stad Harburg-Wilhelmsburg in 1927. Op 1 april 1937 werd Harburg-Wilhelmsburg deel van de staat Hamburg samen met de steden Altona en Wandsbek. Op 1 april 1938 verloor de stad zijn zelfstandigheid en werd officieel een deel van Hamburg. Na de Tweede Wereldoorlog werd Wilhelmsburg een deel van het district Harburg.
Tijdens de stormvloed van 1962 werd Wilhelmsburg bijzonder zwaar getroffen. In de nacht van 16 op 17 februari 1962 woedde een zware storm uit het noordwesten. Het zeewater werd de Elbe ingeduwd en de zwakke dijken waren hiertegen niet bestand. De mensen werden in hun huizen verrast door het snel stijgende water en in de wijk kwamen 222 mensen om het leven.
Op 1 maart 2008 werd het stadsdeel van Harburg overgeheveld naar het district Hamburg-Mitte.

## Demografie
| Jaar            | Inwoners |
| --------------- | -------- |
| 1 december 1890 | 8.800    |
| 2 december 1895 | 12.772   |
| 1 december 1900 | 16.640   |
| 1 december 1905 | 22.359   |
| 1 december 1910 | 28.225   |
| 1 december 1916 | 26.369   |
| 5 december 1917 | 25.380   |
| 8 oktober 1919  | 28.402   |
| 16 juni 1925    | 32.517   |

| Jaar     | 1987   | 1990   | 1995   | 2000   | 2005   | 2010   | 2015   |
| Inwoners | 44.047 | 46.876 | 47.772 | 46.125 | 48.957 | 50.472 | 53.764 |

## Markante gebouwen

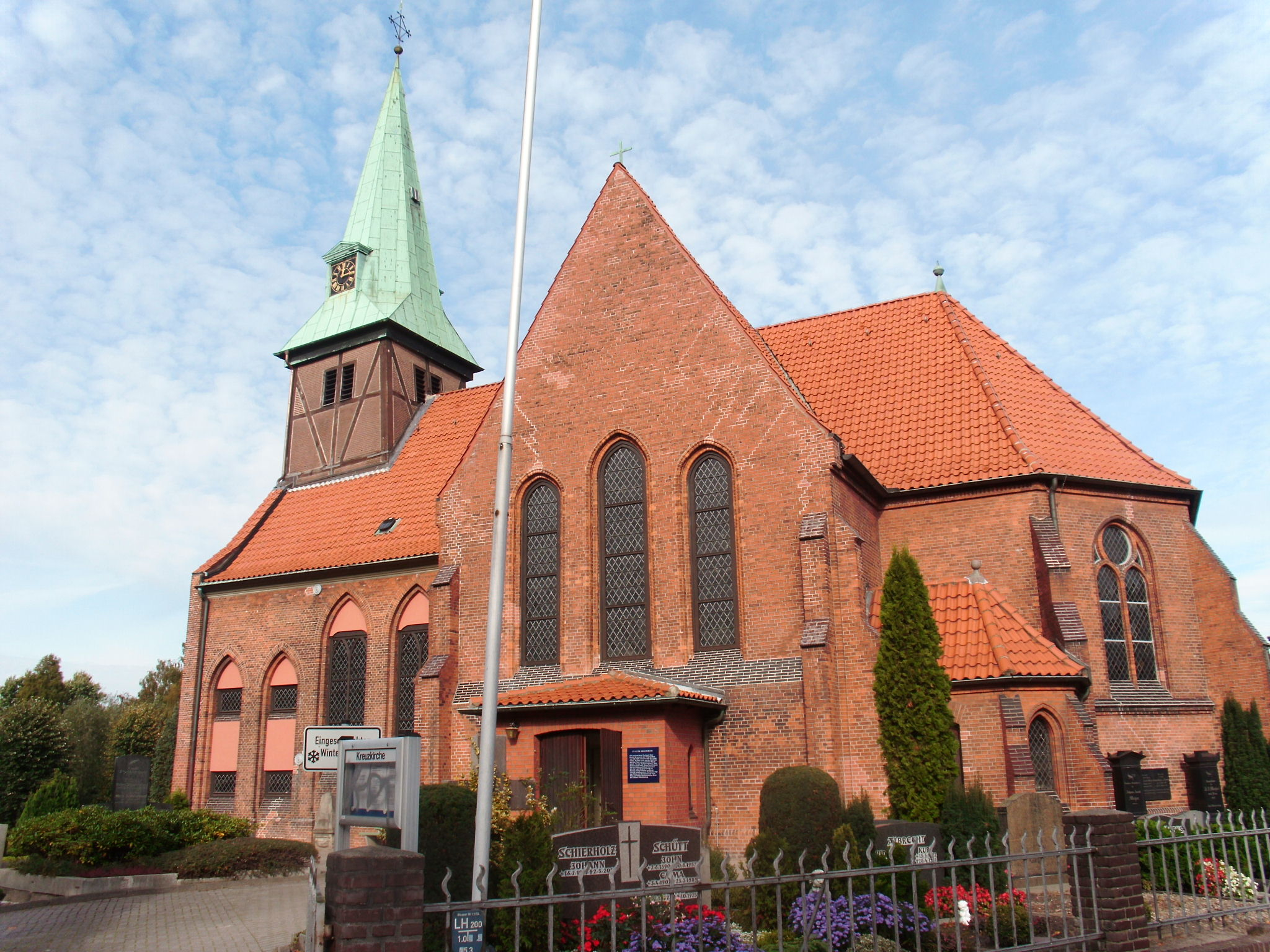
Kreuzkirche
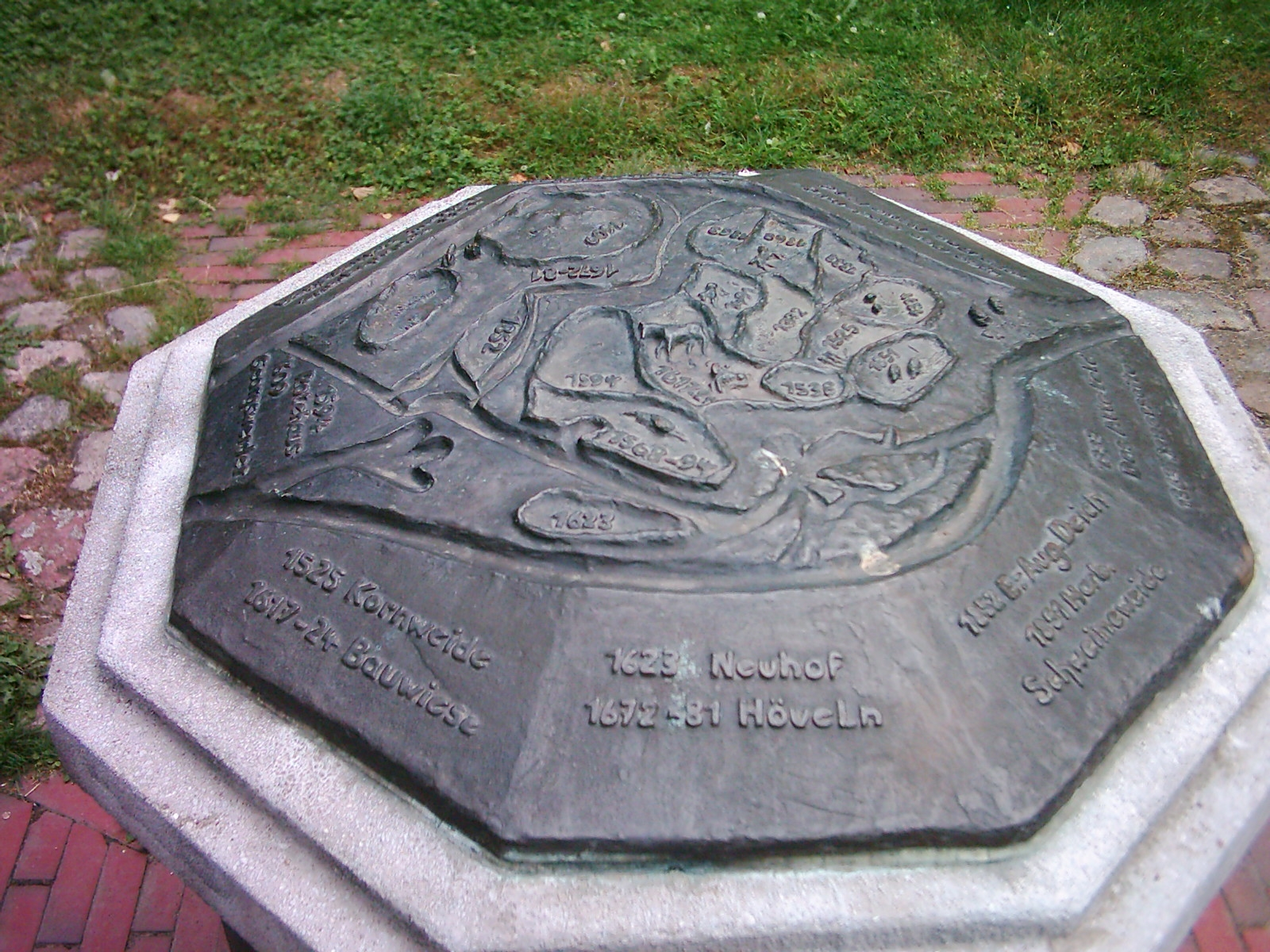
Dijken-monument
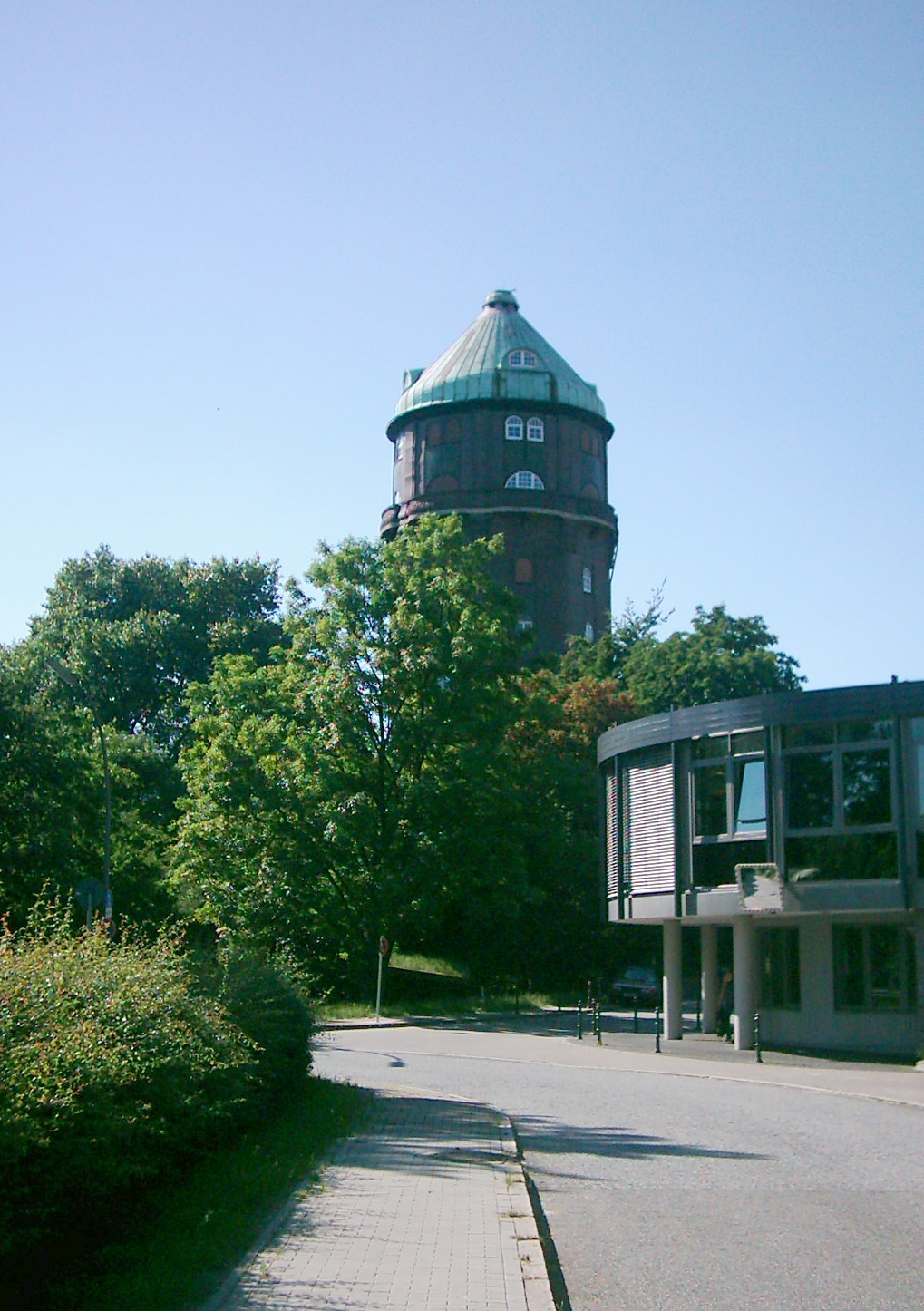
Watertoren Groß-Sand (1911), tegenwoordig woongebouw
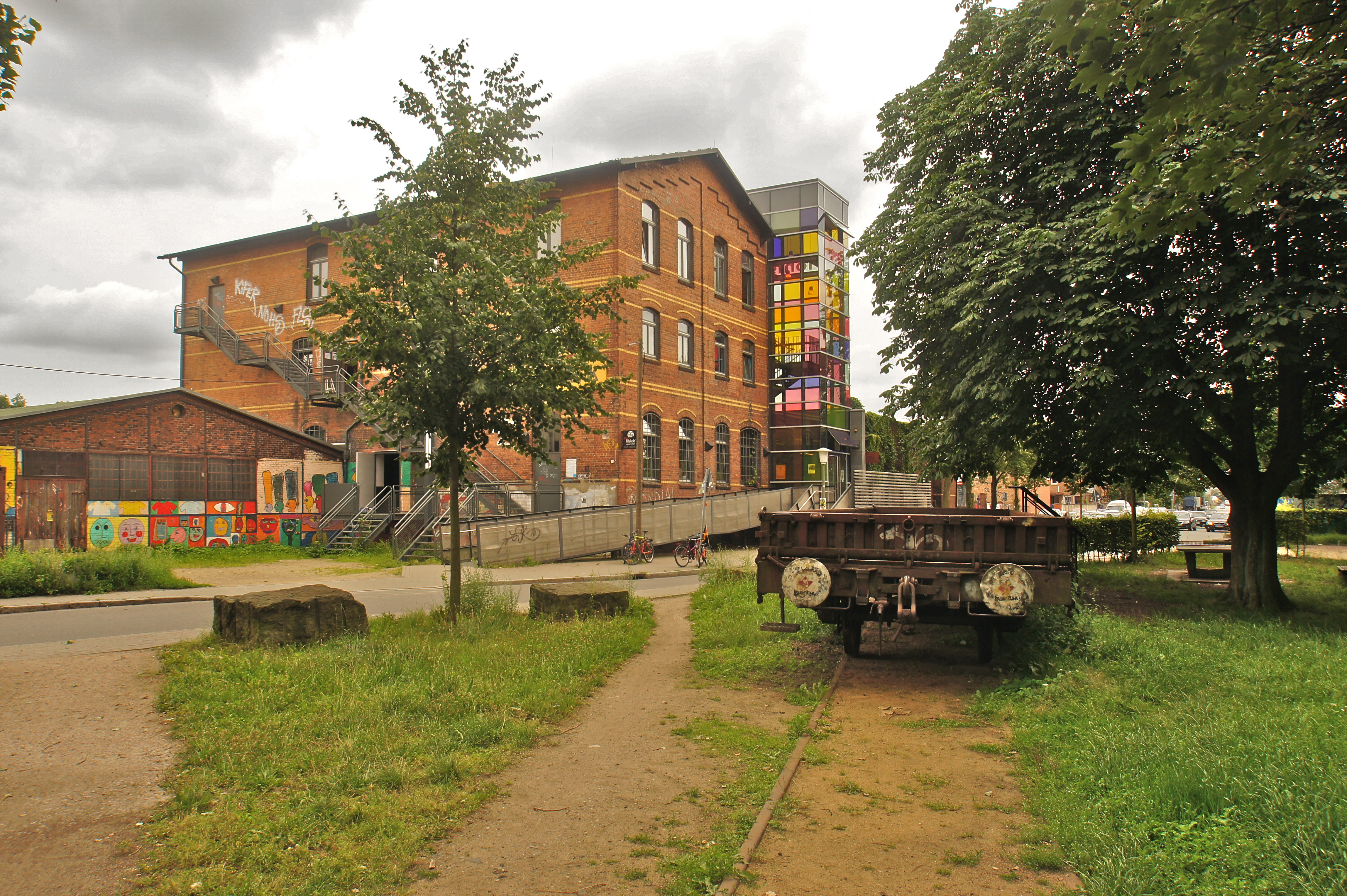
Cultureel, grotendeels op jongeren en kinderen ingesteld, centrum Honigfabrik
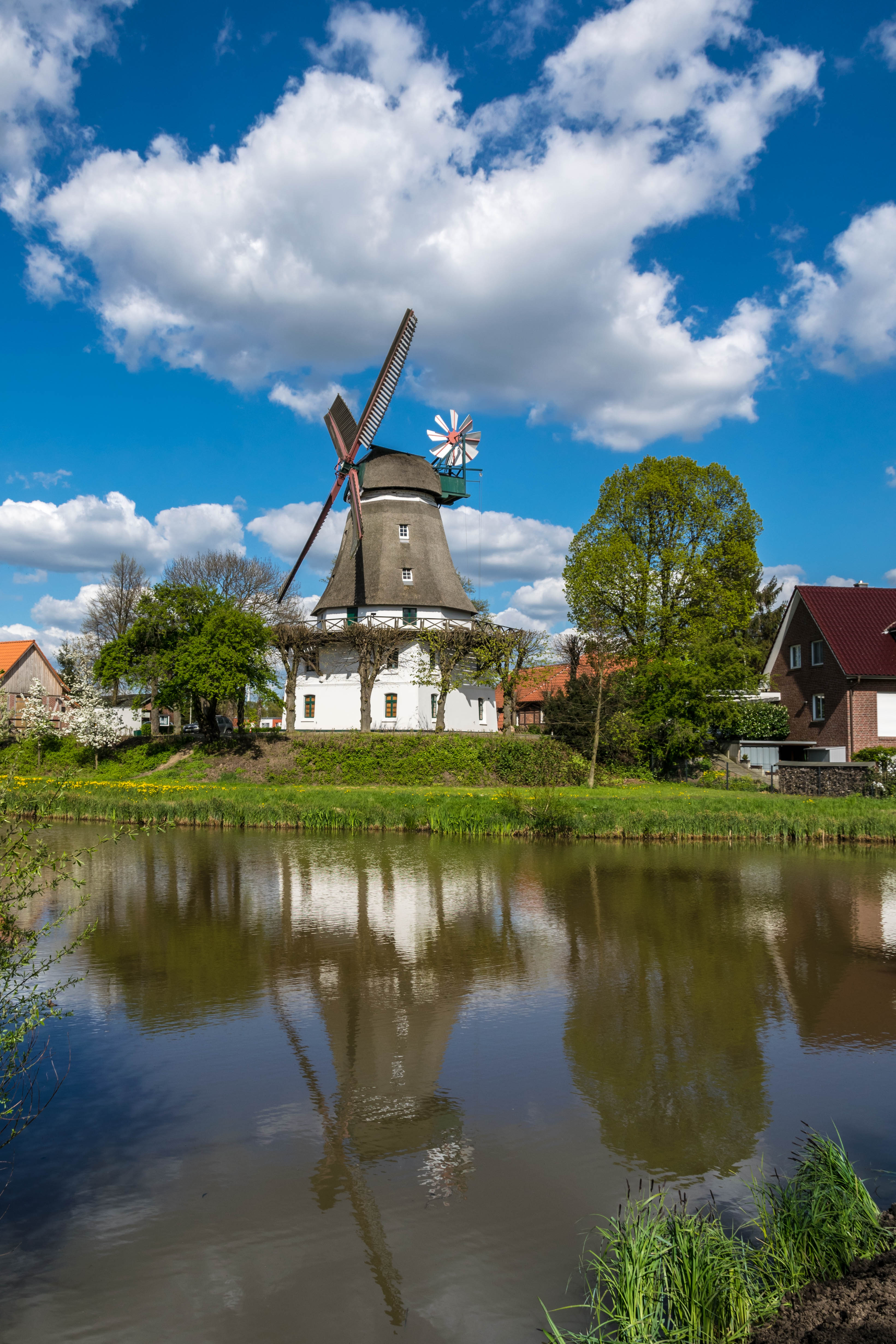
Molen Johanna
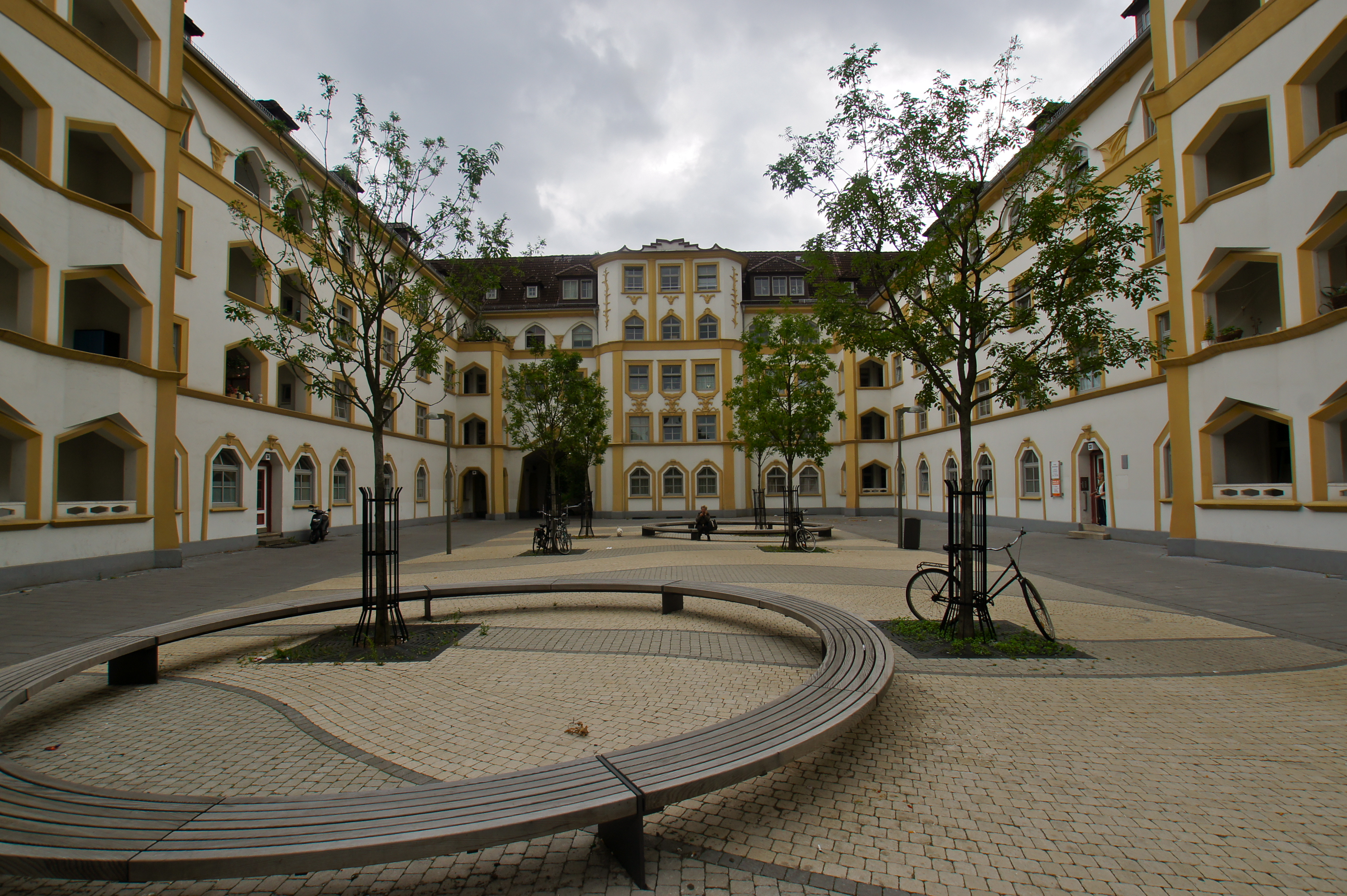
Gerenoveerde huizen in het Reiherstiegviertel
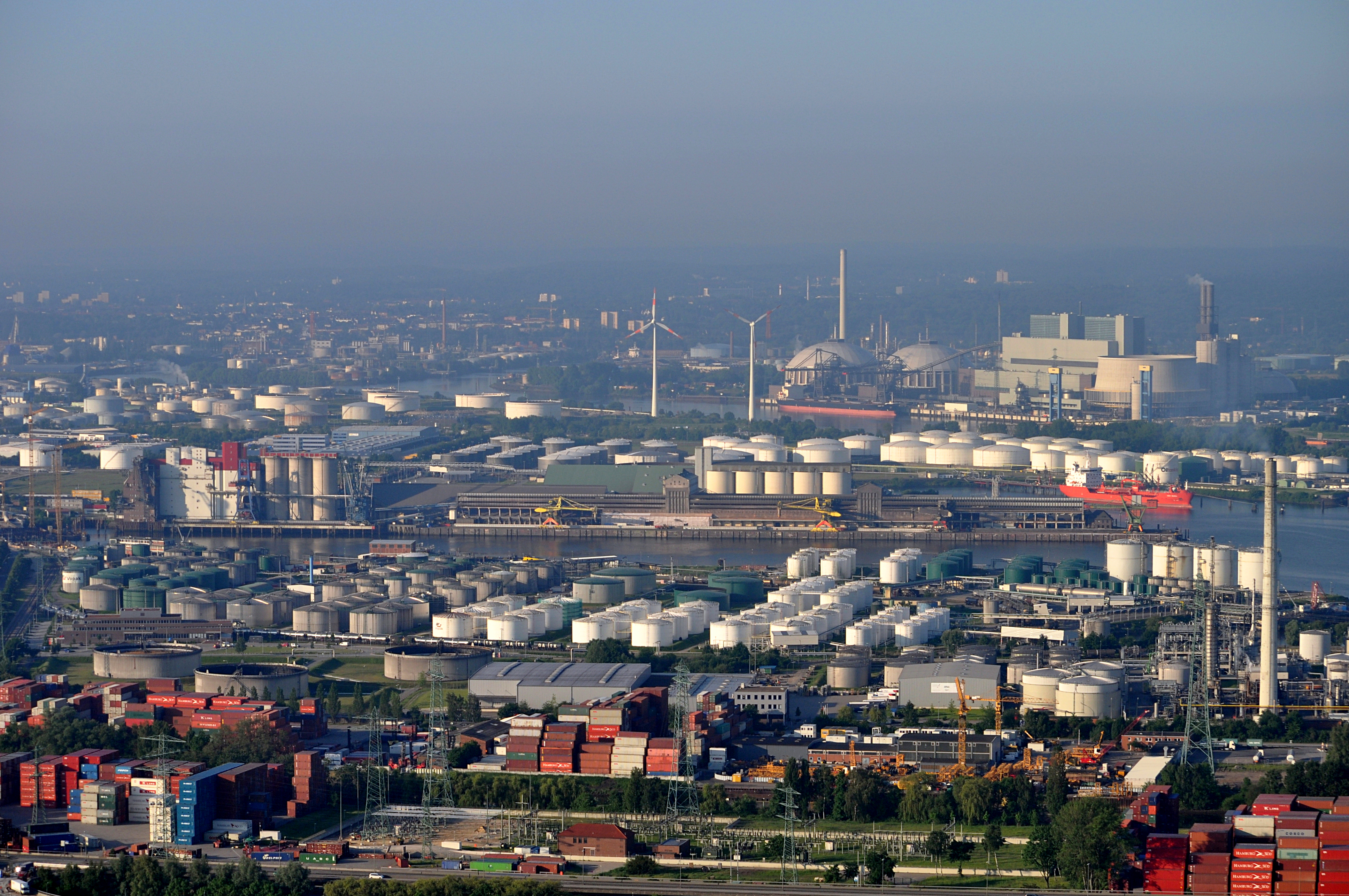
Industrie op het voormalige eiland Hohe Schaar

Aan de Kirchdorfer Straße staat de evangelisch-lutherse, bakstenen Kreuzkirche (Kruiskerk), die in 1617 op de ruïnes van een ouder kerkgebouw ontstond. In 1894 werd de kerk grondig gerenoveerd. Bij de overstromingsramp van 1962 diende het gebouw als noodopvang voor vele honderden mensen. 
De achtkante bovenkruier Johanna werd in 1875 op de plaats van een oudere windmolen gebouwd aan een dijk van een nevengeul van de Elbe (Dove Elbe). Tot 1960 werd er graan gemalen.
De wijk Reiherstiegviertel werd omstreeks 1880-1928 gebouwd als woonwijk voor o.a. fabrieksarbeiders. Na de overstromingsramp van 1962 werd een plan afgewezen, om deze door het water beschadigde buurt te slopen, en er een industrieterrein van te maken.  Eerst woonden er veel, vooral Turkse, gastarbeiders en hun gezinnen; na 2013 volgde een renovatie van de wijk, waarna de huren zo hoog werden, dat de buurt nu vooral door mensen met een goede baan en een welgevulde portemonnee bewoond wordt (gentrificatie).
In de wijk staat sinds 1942 de Flakturm VI (Bauart 2), een 41.60 meter hoge voormalige bunker met tijdens de Tweede Wereldoorlog daarbovenop FLAK-luchtafweergeschut.  Het gebouw is tegenwoordig een Energiebunker; binnenin zijn  van 2010-2013 installaties t.b.v. de energievoorziening aangebracht, waaronder een  warmtekrachtcentrale en een groot warmwaterreservoir, dat door fabrieken regelmatig wordt gevuld met heet koel- en ander, voorgezuiverd, afvalwater. Op 30 meter hoogte bevindt zich in het gebouw een horecagelegenheid met uitzichtpunt.